# Dagbladet Information
Інформація (данська вимова: [e̝nfɒmæˈɕoˀn]), повна назва: Dagbladet Information ([ˈtɑwˌplɛˀð̩ e̝nfɒmæˈɕoˀn]) — данська газета, що виходить з понеділка по суботу.

## Історія та профіль

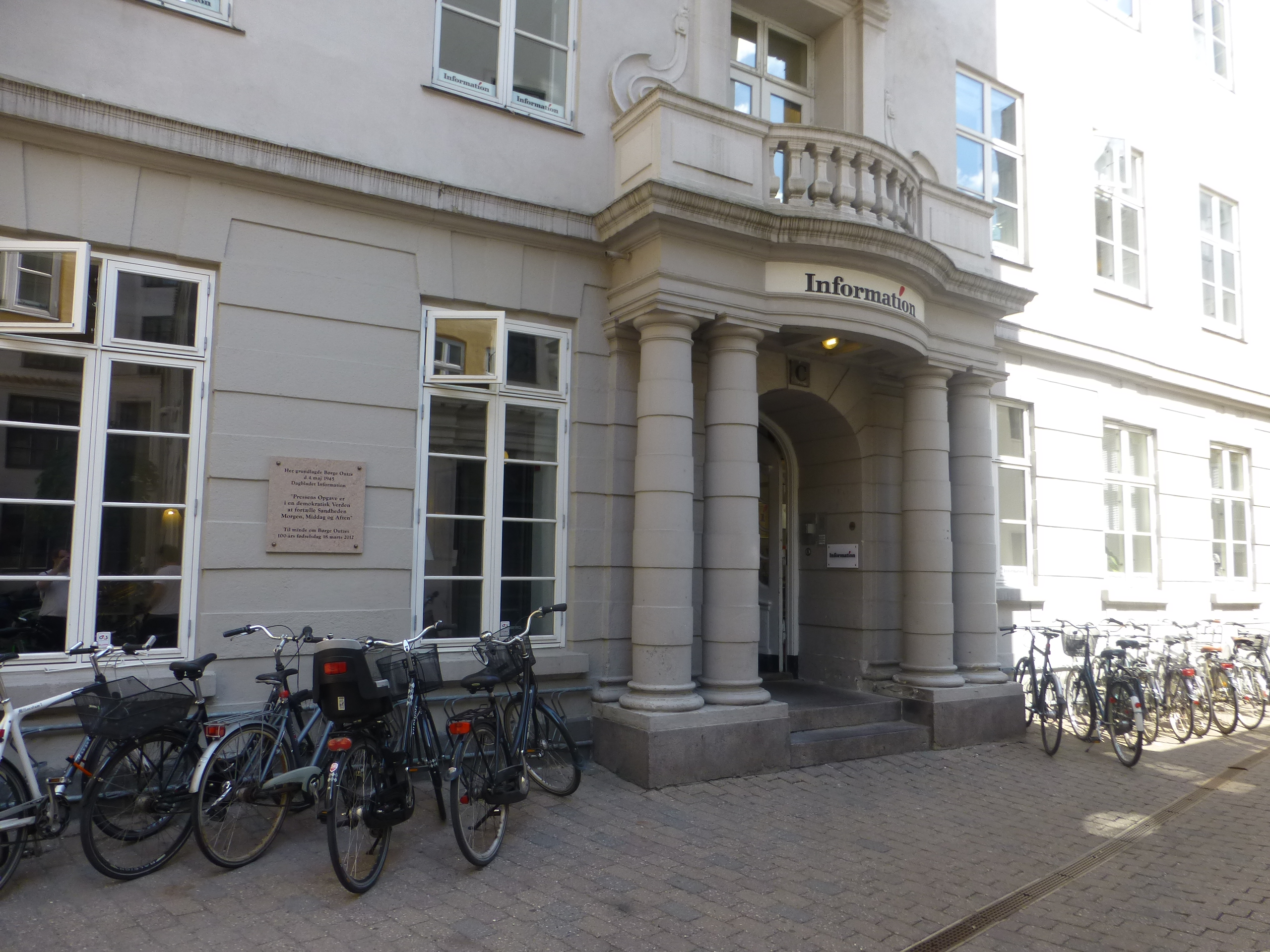
Вхід до штаб-квартири газети Dagbladet Information в пасажі Святої Анни в адміністративному районі Індре-Бю, Копенгаген.

Газета Dagbladet Information була створена і опублікована датським рухом опору в 1943 році під час Другої світової війни. Редактором газети був Борге Оутзе, а сама газета була незаконною під час війни, оскільки не регулювалася німецькою окупаційною владою. Після звільнення 5 травня 1945 року газета Dagbladet Information була офіційно заснована в серпні 1945 року. Оутзе продовжував працювати головним редактором газети до своєї смерті в 1980 році. Її штаб-квартира знаходиться в Копенгагені.
Dagbladet Information є наймолодшою великою газетою в Данії і залишається незалежною від великих видавництв. Газета належить компанії A/S Information і публікується A/S Dagbladet Information з понеділка по суботу. Штаб-квартира газети знаходиться в Копенгагені.
У 1970-х газета Dagbladet Information була одним із альтернативних засобів масової інформації разом із Politisk Revy у Данії та висвітлювала усі аспекти нових соціальних рухів.
Dagbladet Information, незважаючи на політичну незалежність, вважається в певних колах ліволіберальною та лівою, в той же час відома критикою в однаковій мірі всіх політичних організацій. Видання друкує листи видатних консервативних діячів і намагається надавати інформацію з точки зору різних сторін. Тон видання серйозний, а кількість діаграм і фотографій обмежена у порівнянні з французькою газетою Le Monde. Dagbladet Information має угоду про синдикацію з британською газетою The Guardian і часто співпрацює з The Independent для створення статей і звітів. Газета публікує ґрунтовні аналітичні статті.
Інформація Dagbladet публікувалась у широкому форматі до 30 листопада 2004 року, коли вона перейшла до компактного формату.
8 вересня 2006 року газета надрукувала шість найменш образливих записів з виставки карикатур на Голокост в Ірані, як відповідь на суперечливу публікацію карикатур на Магомета виданням Jyllands-Posten. Редактор вибрав карикатури після консультації з головним рабином Копенгагена.
Данська журналістка Метте Давідсен-Нільсен працювала генеральним директором видання з 2010 по 2016 рік.

## Тираж
Протягом останніх шести місяців 1957 року Dagbladet Information мав тираж 24214 примірників у будні дні. У другій половині 1997 року тираж газети становив 22000 примірників у по буднях. Тираж газети також становив 22000 примірників у першому кварталі 2000 року. Газета мала тираж 20000 примірників у 2004 році і 20600 примірників у 2005 році. У 2009 році її щоденний наклад становив 22000 примірників, що робило її найменшою національною щоденною газетою в Данії.